# مگنولیا رستراتا
مگنولیا رستراتا (نام علمی: Magnolia rostrata) نام یک گونه از سرده ماگنولیا است.